# Donato Telesca
Donato Telesca (Potenza, 5 febbraio 1999) è un pesista italiano pluricampione mondiale Juniores, Campione Europeo Senior, detentore del record Europeo senior e Record mondiale junior.

## Biografia
Donato Telesca, a seguito di un grave incidente, all’età di 3 anni perde entrambe le gambe. Inizia ad utilizzare le prime protesi presso il centro Inail di Budrio, dove incontra Alex Zanardi, anche lui reduce da poco dall'incidente che gli provoca l'amputazione di entrambe le gambe.
Donato cresce in un piccolo paese della Basilicata, Pietragalla e, durante l'infanzia, si appassiona allo sport, praticando nuoto e giocando a calcio con i suoi amici nel tempo libero. Inizia ad andare in palestra all'età di 9 anni.
Frequenta l'Istituto d'istruzione Superiore “Francesco Saverio Nitti” di Potenza, consegue la Laurea Triennale in Economia e Management alla Luiss Guido Carli di Roma nel Luglio 2021, ed è in corso la Laurea Magistrale in Management con Major in Entrepreneurship and Innovation alla Luiss Guido Carli di Roma. Partecipa anche al programma di studio internazionale in California, presso la San Diego State University.

## Carriera
Nel 2016 scopre la pesistica Paralimpica e si affilia alla Fipe (Federazione Italiana Pesistica), disputando la sua prima gara a marzo.
A fine maggio partecipa alla Coppa Italia Paralimpica, vincendo con 123 kg sollevati. Un mese dopo partecipa ai campionati italiani assoluti, diventando campione italiano di para Powerlifting con 127 kg sollevati.
A marzo 2017 partecipa alla prima coppa del mondo junior a Dubai, dove vince l'argento sollevando 123 kg.
Con la coppa del mondo di Eger a maggio 2017, con 137 kg sollevati, si assicura la qualifica ai mondiali juniores disputati a dicembre 2017, dove l'atleta diventa campione mondiale juniores, stabilendo due record del mondo: 156 kg e 159 kg.

Nel febbraio 2018 migliora il suo record mondiale juniores con 160 kg, portando a casa anche un altro oro junior nella Coppa del Mondo di Dubai,dove continua anche nel 2019 a migliorare di altre due volte il record mondiale juniores (167 kg e 170 kg), vincendo un altro oro junior nella Coppa del Mondo
A luglio 2019 diventa per la seconda volta campione del mondo juniores a Nur Sultan con 181 kg
Prima di Tokyo 2021, stabilisce otto record Mondiali Juniores ancora imbattuti con 181 kg nella categoria 72 kg; un record europeo senior con 198 kg nella coppa del mondo di Dubai, ultima gara di qualificazione per le Paralimpiadi.
Nel quadriennio dal 2017 al 2021 sale nel ranking mondiale dalla 40ª posizione fino alla quarta che gli vale la qualifica alle Paralimpiadi di Tokyo 2020, diventando il primo italiano nella storia a qualificarsi di diritto e in due categorie diverse: 72 kg e 80 kg.
L'esperienza paralimpica di Tokyo si conclude con un 6º posto con 193 kg sollevati, attestando l'atleta come il più giovane della sua categoria con i suoi 22 anni.
A luglio 2022, alla American Championships di Saint Louis, solleva i 200 kg e supera il proprio record europeo, che migliora ulteriormente 3 mesi dopo a settembre 2022 a Tbilisi, in Georgia, dove diviene per la prima volta campione europeo senior, stabilendo un nuovo record continentale con 205 kg sollevati
Alle Paralimpiadi di Parigi del 2024 conquista la medaglia di bronzo.

## Palmarès
- Giochi Paralimpici

Parigi 2024: bronzo nei 72 kg.